# Moore Marriott
George Thomas Moore Marriott (West Drayton, 14 september 1885 – Bognor Regis, 11 december 1949) was een Brits acteur uit de begindagen van de komische cinema. Vanaf 1908 tot aan zijn dood in 1949 speelde hij in tientallen films, doch het meest wordt hij herinnerd als het typetje Jeremiah Harbottle, een oude, tandeloze grijsaard met een knarsende piepstem. Als Harbottle maakte hij deel uit van het komische trio Will Hay, Moore Marriott en Graham Moffatt en speelde hij in verschillende Will Hay-films. Nadien werkte hij nog met Arthur Askey samen.

## Carrière
Marriott wilde aanvankelijk architect worden; hij had echter reeds als vijfjarige op de planken gestaan, want hij kwam uit een familie van acteurs. Hij had geen tanden, maar gebruikte vier verschillende kunstgebitten. Algauw werd hij getypecast als een oud mannetje, een rol die hij vrijwel zijn gehele loopbaan zou blijven spelen. Gedurende de jaren 10 en 20 acteerde hij in stomme films, totdat hij in 1929 in The Flying Scotsman speelde, een film waarbij tijdens de opnamen besloten werd om klank op te nemen. Dit is zodoende een der eerste Britse geluidsfilms geworden.
In 1935 maakte hij kennis met Will Hay op de set van Dandy Dick, waarin hij een klein rolletje speelde. Hij stelde Hay voor om samen te werken in zijn hoedanigheid als grijsaard, en in 1936 trad voor het eerst het trio Hay, Moffatt en Marriott aan. Hun laatste samenwerking vond plaats in 1940, in Where’s That Fire?, waarna Hay naar de Ealing Studios overstapte. Marriott bleef zijn typetje als oude man ook nadien nog spelen: in 1941 speelde hij in I Thank You aan de zijde van Arthur Askey, zonder Hay maar met Graham Moffatt.
Moore Marriott speelde tevens geregeld kleinere rollen in thrillers en dramafilms. Aan het eind van zijn leven hield hij een kruidenierszaak open. Hij stierf aan syncope door hartzwakte, teweeggebracht door longontsteking.

## Films met Moore Marriott
- A Maid of the Alps (1912)
- By the Shortest of Heads (1915)
- Grim Justice (1916)
- Lawyer Quince (1924)
- Ordeal by Golf (1924)
- Not for Sale (1924)
- King of the Castle (1925)
- Afraid of Love (1925)
- The Gold Cure (1925)
- Confessions (1925)
- Every Mother's Son (1926)
- The Mating of Marcus (1926)
- London Love (1926)
- Carry On (1927)
- Huntingtower (1927)
- Sweeney Todd (1928)
- Widecombe Fair (1928)
- Victory (1928)
- The Flying Scotsman (1929)
- The Lady from the Sea (1929)
- Mr. Smith Wakes Up (1929)
- Up for the Cup (1931)
- The Lyons Mail (1931)
- Aroma of the South Seas (1931)
- Dance Pretty Lady (1932)
- The Water Gipsies (1932)
- Nine till Six (1932)
- The Sign of Four (1932)
- Money for Speed (1933)
- Hawley's of High Street (1933)
- The House of Trent (1933)
- The Crime at Blossoms (1933)
- Nell Gwynn (1934)
- Girls, Please! (1934)
- The Feathered Serpent (1934)
- Turn of the Tide (1935)
- Drake of England (1935)
- Dandy Dick (1935)
- The Man Without a Face (1935)
- Accused (1936)
- Wednesday's Luck (1936)
- The Amazing Quest of Ernest Bliss (1936)
- As You Like It (1936)
- Luck of the Turf (1936)
- Talk of the Devil (1936)
- Windbag the Sailor (1936)
- Feather Your Nest (1937)
- Fifty-Shilling Boxer (1937)
- The Fatal Hour (1937)
- Night Ride (1937)
- Oh, Mr Porter! (1937)
- Victoria the Great (1937)
- Intimate Relations (1937)
- Old Bones of the River (1938)
- Owd Bob (1938)
- Held for Ransom (1938)
- Ask a Policeman (1938)
- Convict 99 (1938)
- Cheer Boys Cheer (1939)
- The Frozen Limits (1939)
- A Girl Must Live (1939)
- Where's That Fire? (1940)
- Charley's (Big-Hearted) Aunt (1940)
- Band Waggon (1940)
- Gasbags (1941)
- I Thank You (1941)
- Hi Gang! (1941)
- Back-Room Boy (1942)
- Millions Like Us (1943)
- Time Flies (1944)
- It Happened One Sunday (1944)
- Don't Take It to Heart (1944)
- The Agitator (1945)
- A Place of One's Own (1945)
- I'll Be Your Sweetheart (1945)
- Green for Danger (1946)
- The Root of All Evil (1947)
- Green Fingers (1947)
- The Hills of Donegal (1947)
- The History of Mr. Polly (1949)
- High Jinks in Society (1949)

- Library of Congress Control Number: no2017071853
- Virtual International Authority File: 475149106216668491716
- WorldCat: E39PBJqBpPF8DjRmj3Wr9qrDv3